# Kamienica przy ul. Czeskiej 38 w Kłodzku
Kamienica przy ul. Czeskiej 38 w Kłodzku – renesansowa kamienica pochodząca z XVII wieku, położona w obrębie starówki.

## Historia
Budynek został wzniesiony w XVII wieku, później był wielokrotnie przerabiany, także we wnętrzach. Umiejscowienie budynku w pobliżu bramy Czeskiej, jego rozmiary i liczne przeróbki wnętrz każą się 
domyślać, że był to niegdyś zajazd.
Decyzją wojewódzkiego konserwatora zabytków z dnia 3 grudnia 1984 roku kamienica została wpisana do rejestru zabytków

## Architektura
Dom jest duży, o szerokości frontu około 22 metrów, powstały z dwóch sąsiadujących ze sobą, mniejszych budynków, rozmieszczony na nieco chaotycznym planie. Elewacja jest dwukondygnacyjna, o nieregularnym rozmieszczeniu okien. Z pierwotnej architektury renesansowej zachowały się bliźniacze okna w parterze obok bramy. Portal bramy przejazdowej z XVII wieku, o wąskich węgarach i wąskiej archiwolcie, jest boniowany. W kluczu widnieje tarczka z dwiema gwiazdkami, między którymi był niegdyś monogram lub godło, obecnie nieczytelne. U dołu prócz prostych odbojników wystają dwa siedziska o pobocznicy muszlowej. 

## Galeria

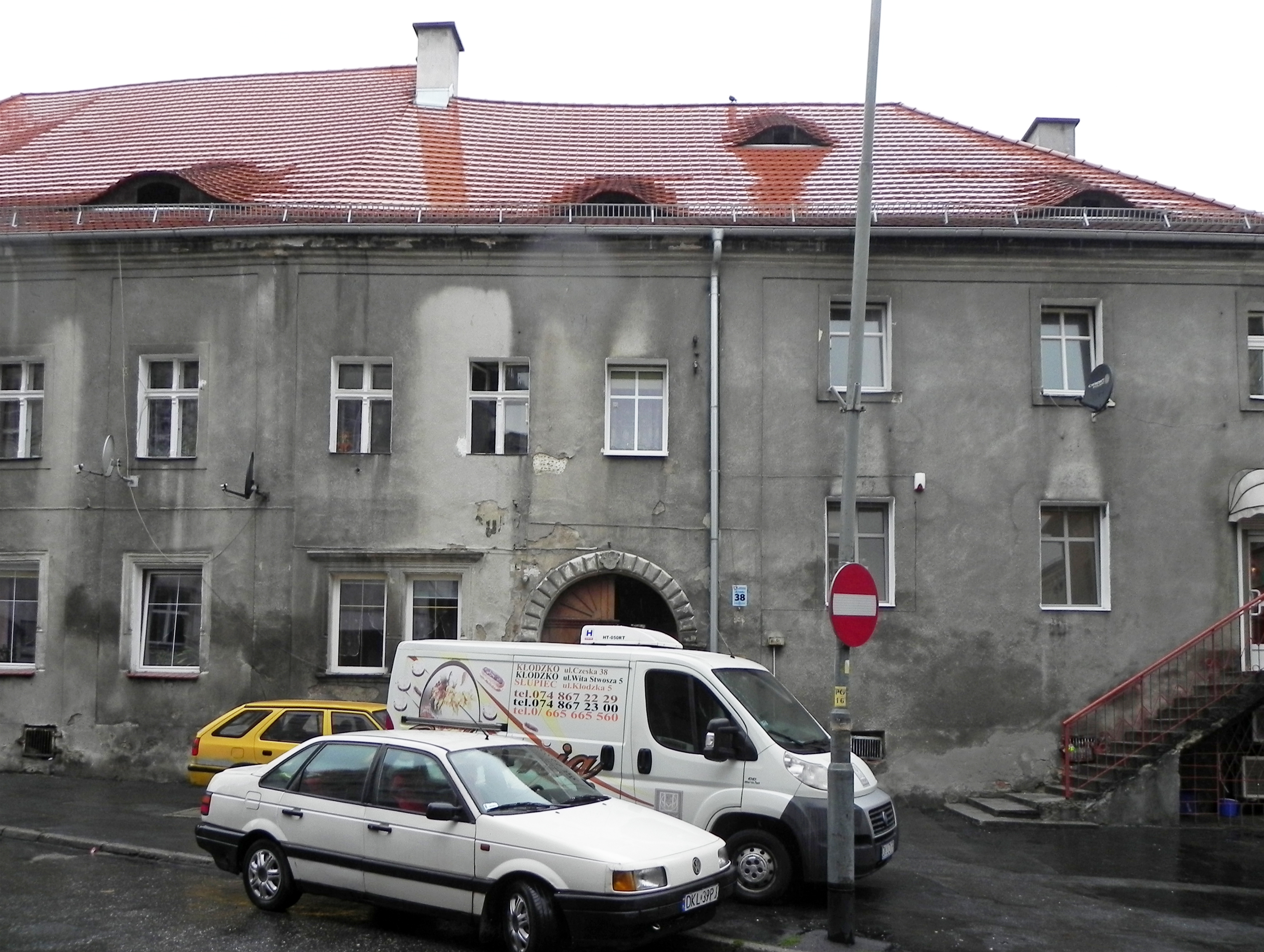
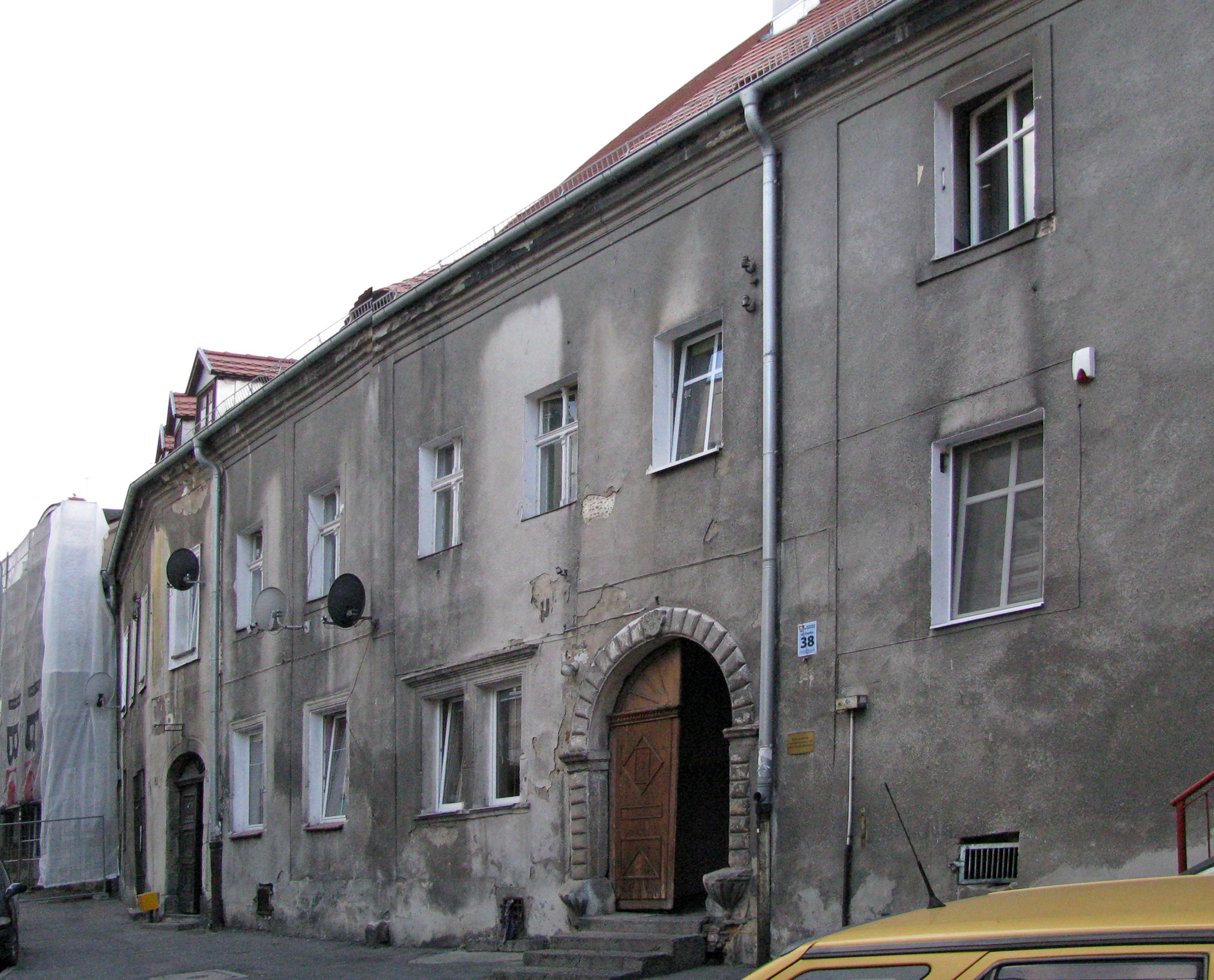
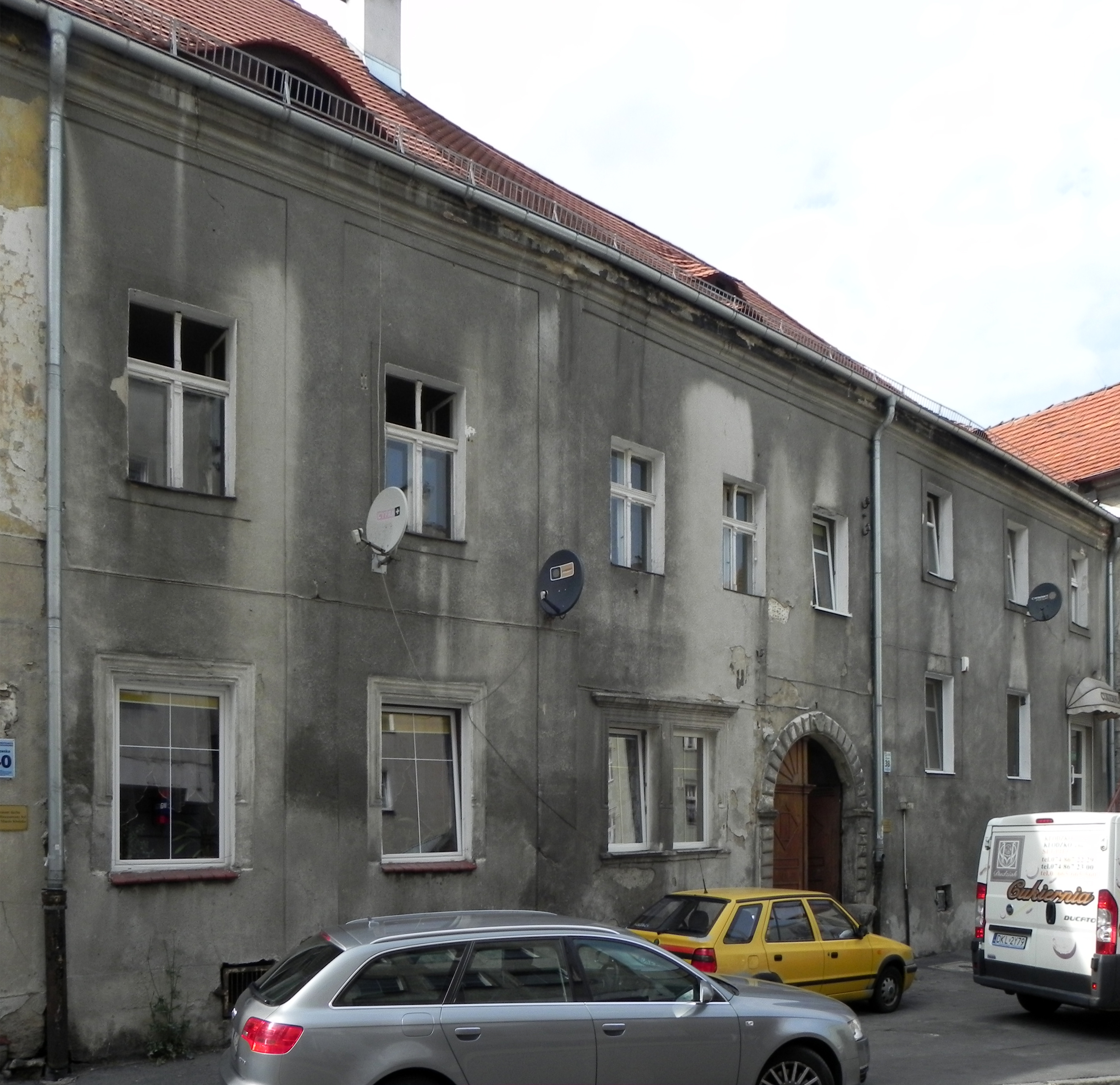
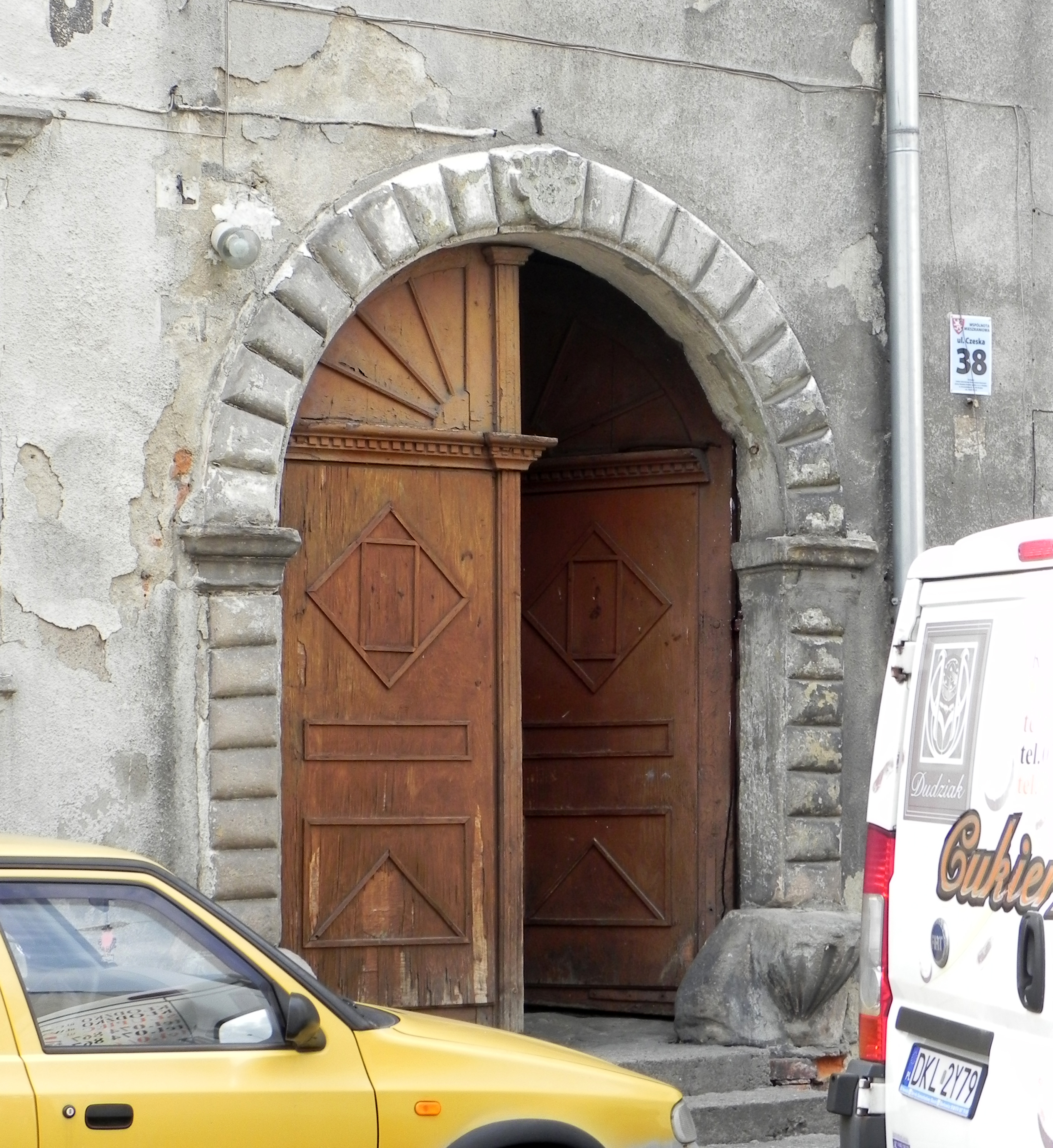
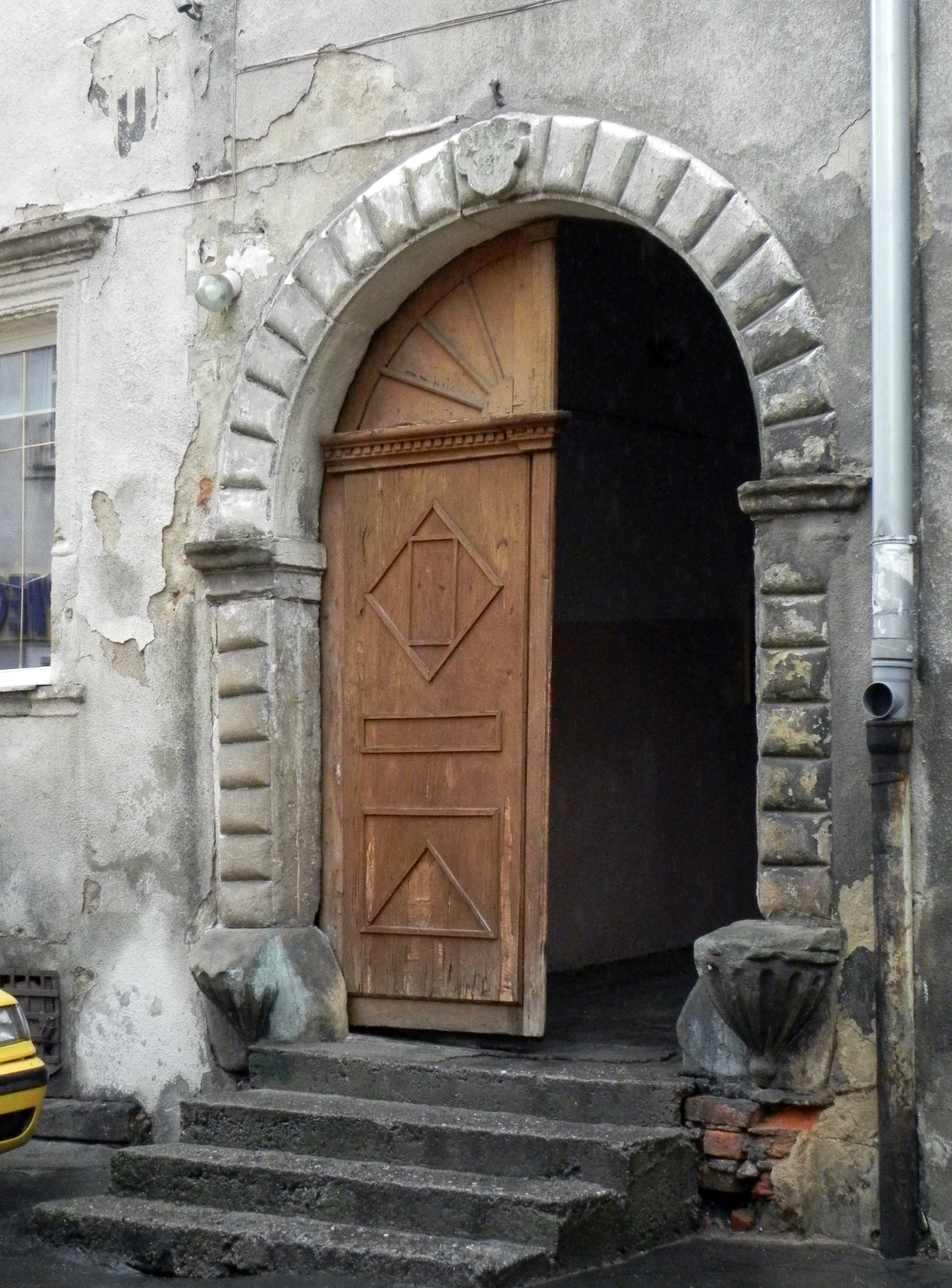
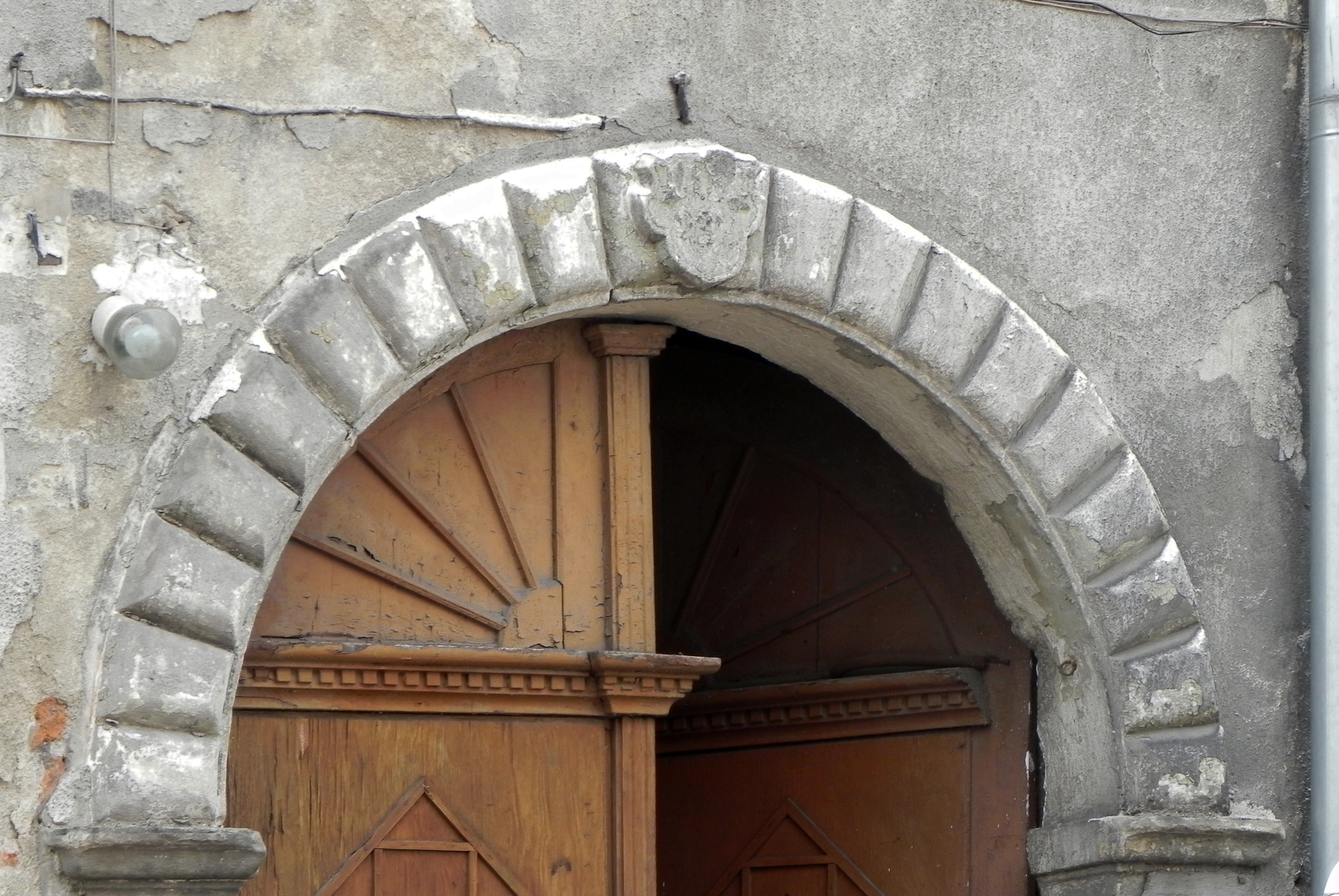
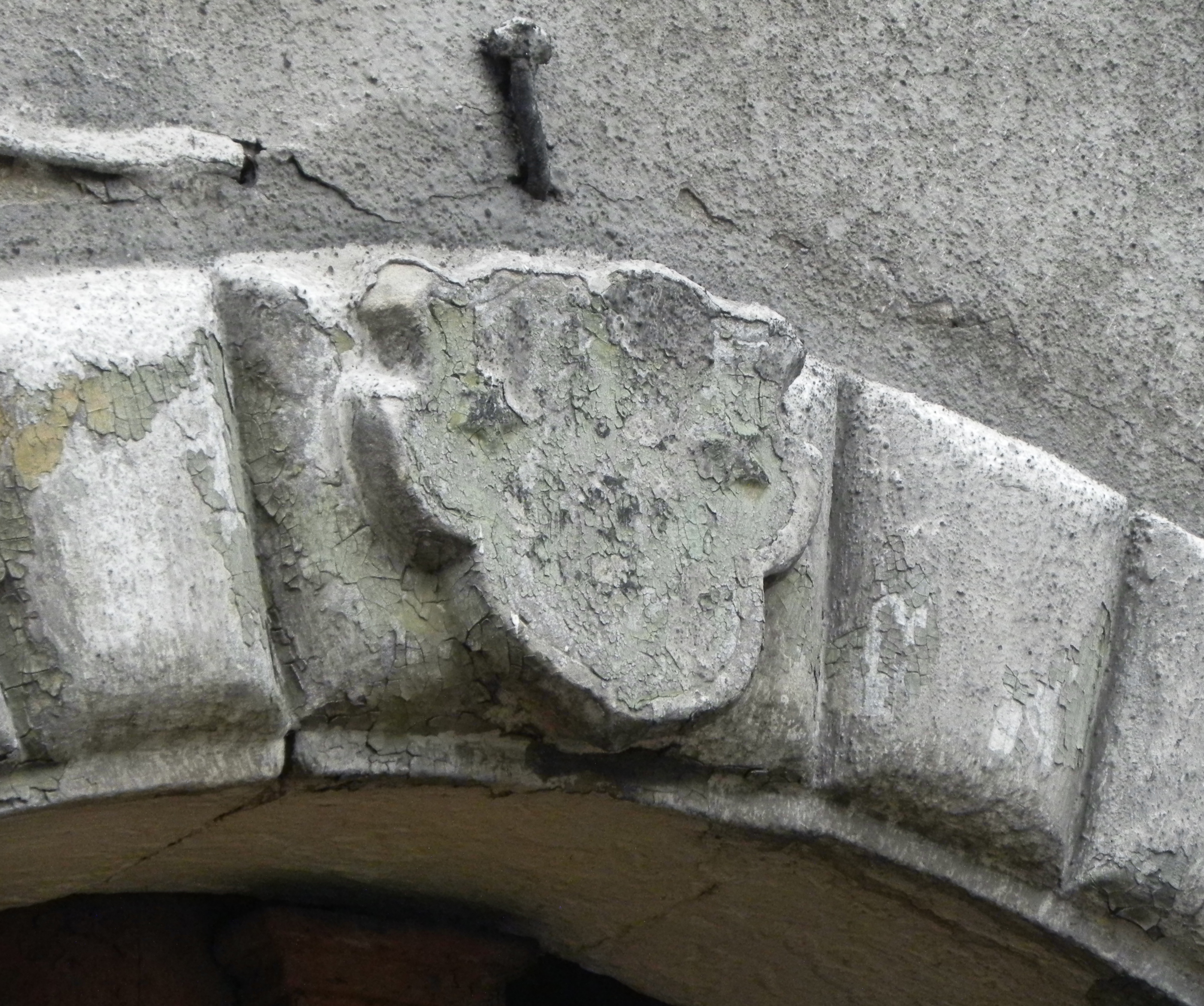
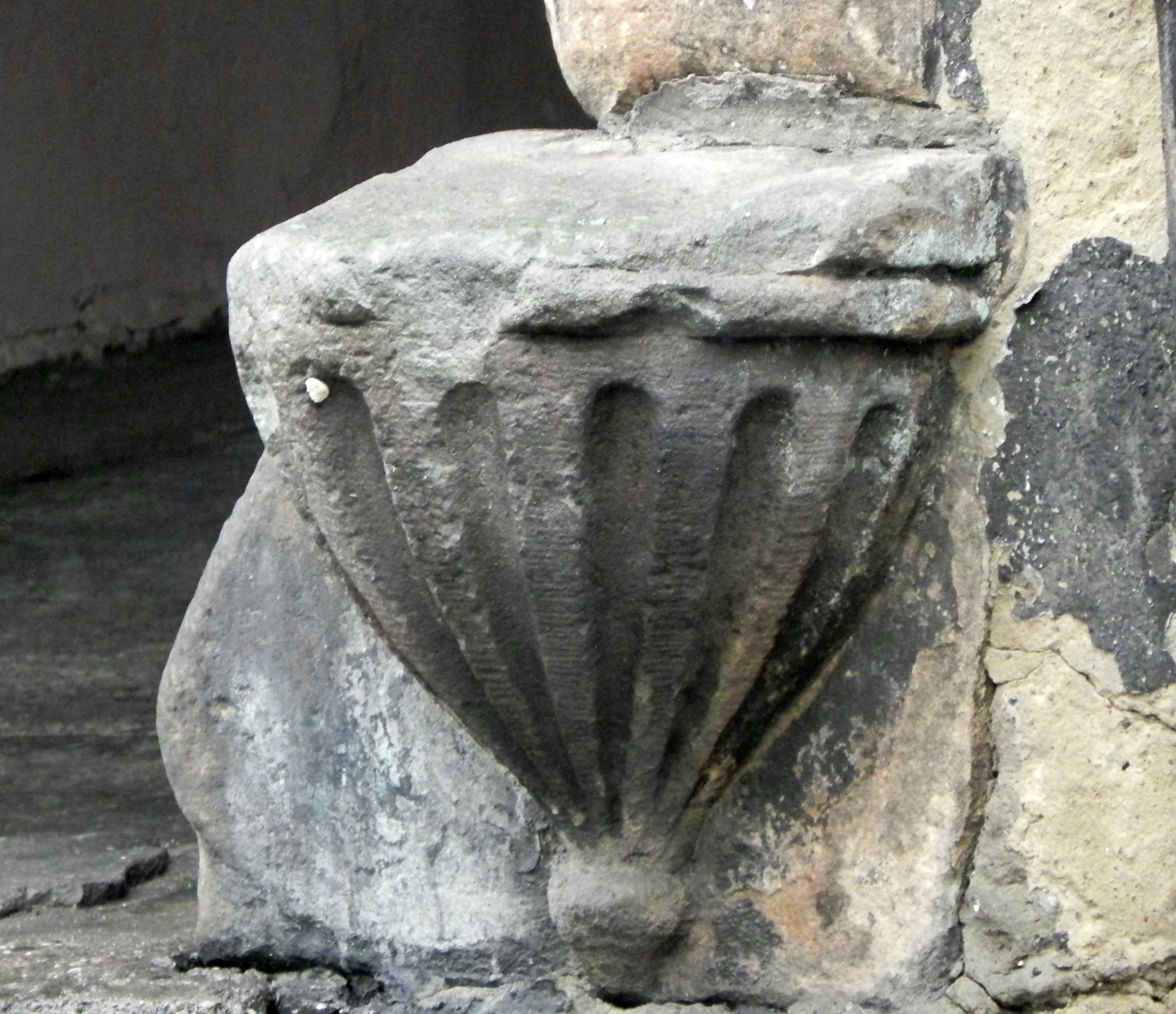
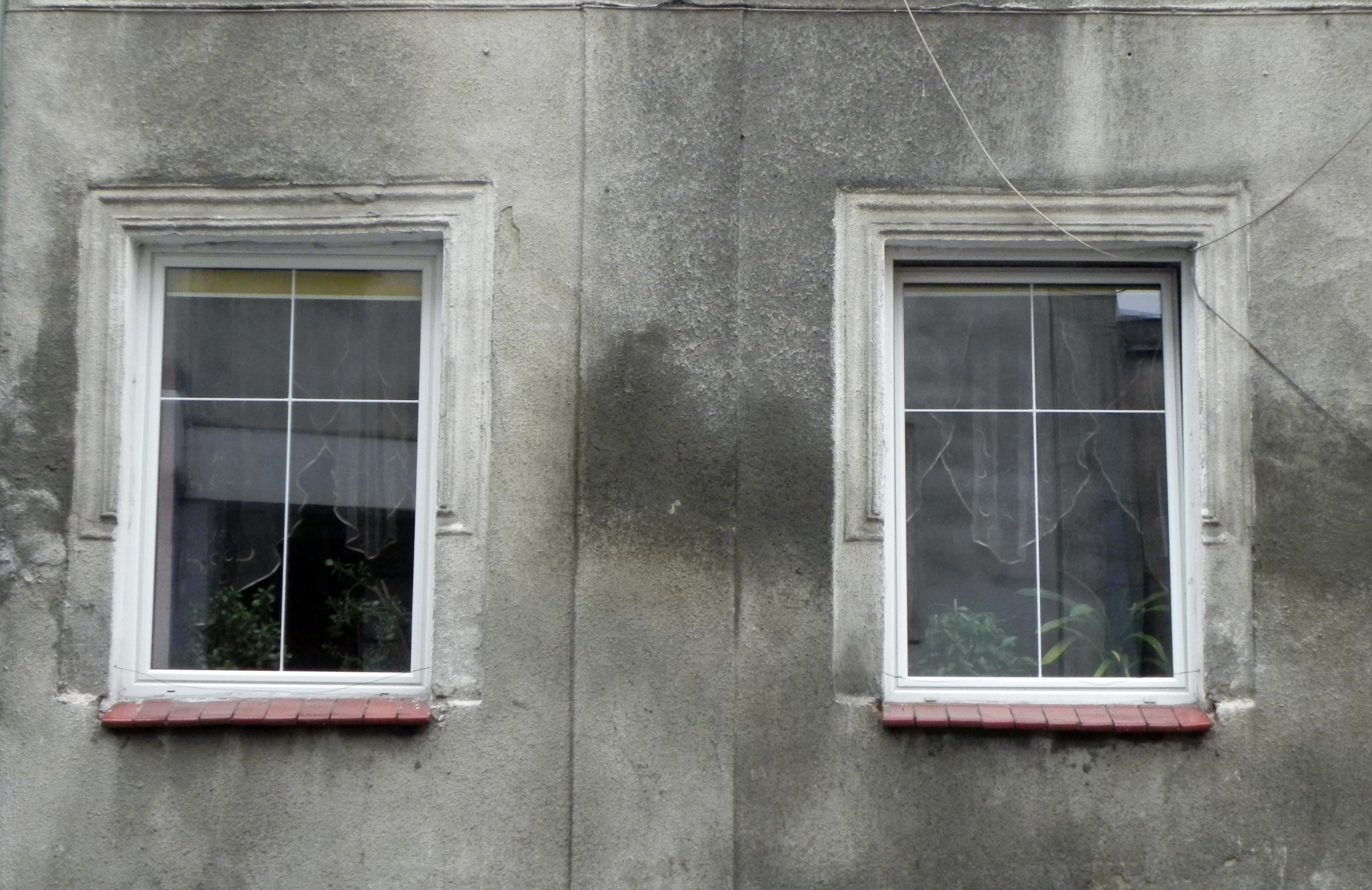